# Valle (departament)
Valle – departament w południowym Hondurasie. Zajmuje powierzchnię 1565 km². W 2001 roku departament zamieszkiwało ok. 152 tys. mieszkańców. Siedzibą administracyjną jest Nacaome.
Składa się z 9 gmin:
- Alianza
- Amapala
- Aramecina
- Caridad
- Goascorán
- Langue
- Nacaome
- San Francisco de Coray
- San Lorenzo